# Cheumatopsyche edista
Cheumatopsyche edista är en nattsländeart som beskrevs av Gordon 1974. Cheumatopsyche edista ingår i släktet Cheumatopsyche och familjen ryssjenattsländor. Inga underarter finns listade i Catalogue of Life.